# Rozenkruisers
Rozenkruisers zijn leden van spirituele en culturele bewegingen die steunen op het gedachtegoed van verschillende teksten die in de vroege 17e eeuw gepubliceerd werden in Europa, en die het bestaan van een tot dan toe onbekende broederschap in de wereld aankondigden.
Het woord rozenkruiser is ontleend aan de naam Christian Rosenkreuz, die voorkomt in een aantal teksten die tussen 1612 en 1616 werden gepubliceerd. De hoofdpersoon in die teksten is een Christiaan Rosenkreuz, die de oprichter zou zijn van een broederschap. Die broederschap zou ten tijde van de eerste gedrukte uitgaven weer een periode van opbloei meemaken en de manifesten nodigen de lezers uit deel uit te gaan maken van die broederschap. De manifesten hadden in met name Midden-Europa nogal wat opwinding tot gevolg.

## De manifesten
In de literatuur over de rozenkruisers handelt het om twee anonieme manifesten, waarvan het eerste in 1614 en het tweede in 1615 in een gedrukte uitgave verscheen. In die literatuur wordt daar vaak een derde publicatie van Johann Valentin Andreae aan toegevoegd, die in 1616 verscheen.

### Fama Fraternitatis

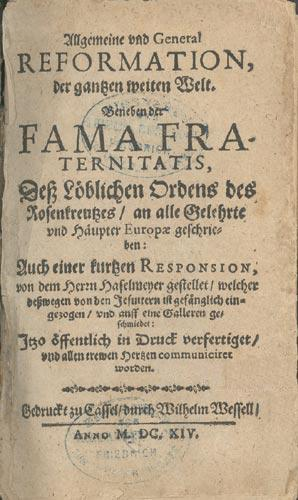
Eerste pagina van de Fama fraternitatis, 1614

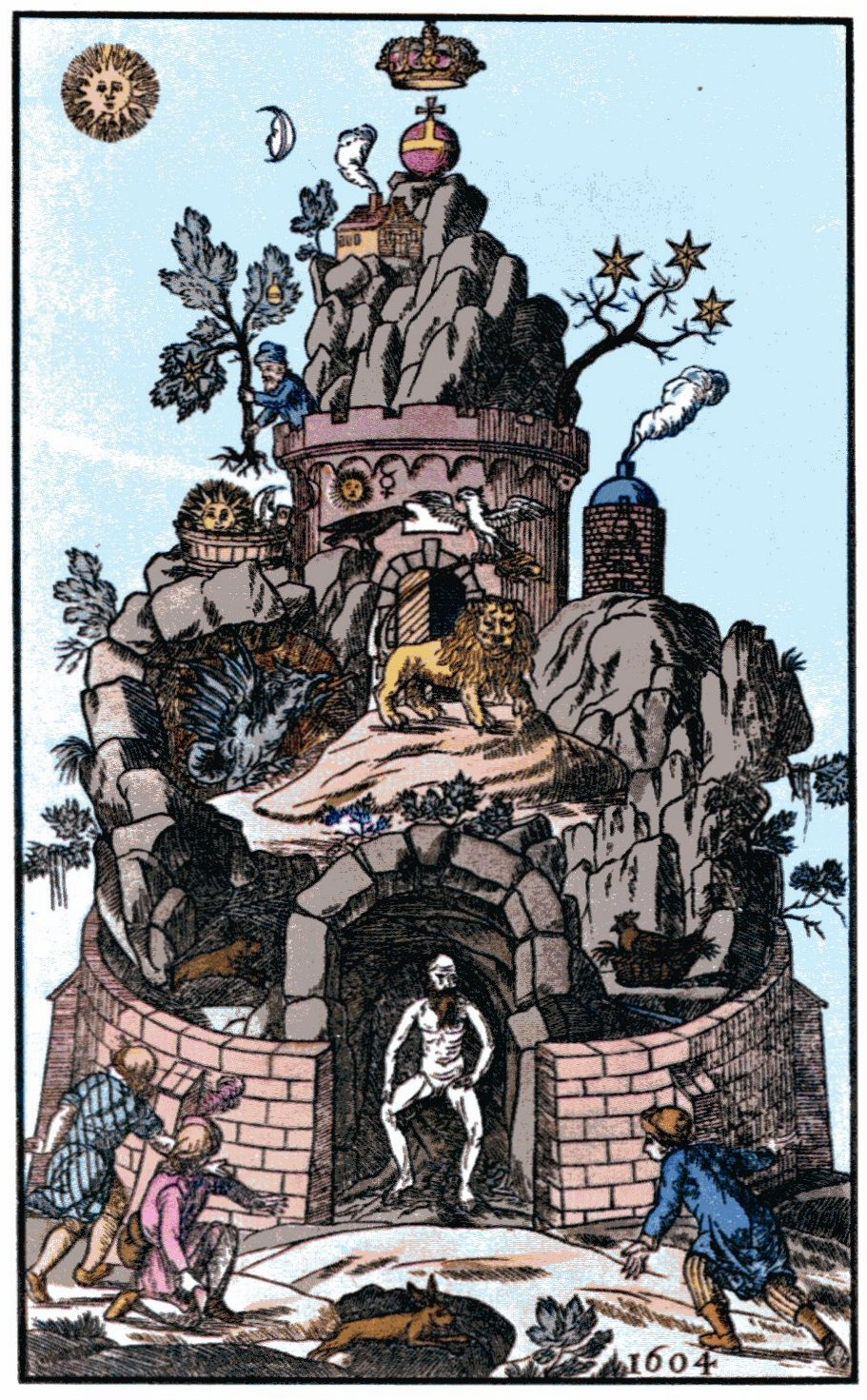
Het graf van Christian Rosenkreuz, afgebeeld als de "Filosofenberg" (de datum 1604 betreft de ontdekking van het graf, niet de publicatie).

De titel van het eerste in 1614 uitgegeven manifest is de Fama Fraternitatis oder Brüderschaft des hochlöblichen Ordens des Rosenkreutzes, meestal aangeduid als de Fama.
Het is duidelijk dat er voor 1614 handgeschreven teksten van dit manifest gecirculeerd moeten hebben. Er zijn vier – incomplete – handgeschreven teksten van voor 1614 bekend. In 1612 was al een antwoord op de Fama  gedrukt van een zekere Adam Haslmayer. Dit antwoord is opgenomen in de band waarin ook de eerste gedrukte uitgave van de Fama verscheen. In dat antwoord oefent Haslmayer scherpe kritiek uit op de orde van de jezuïeten. Haslmayer zou de oproep in de Fama gevolgd zijn om deel uit te gaan maken van de broederschap en als gevolg daarvan door de jezuïeten gevangen zijn genomen en daarna enige tijd als galeislaaf tewerk zijn gesteld. Haslmayer suggereert in zijn antwoord dat er na de dood van de Habsburgse keizer Rudolf II in januari 1612 grote veranderingen zullen optreden.
Naast deze twee teksten bevatte dezelfde band ook nog de Allgemeine und General Reformation der gantzen weiten Welt, een Duitse vertaling van een deel van de Ragguagli di Parnaso van Traiano Boccalini. Het laatste is een satirisch werk dat zich richt tegen het instituut paus en scherpe kritiek heeft op de Habsburgse monarchie. De volledige titel van de band is: Universele en Algemene Hervorming van de hele wijde wereld, samen met de Fama Fraternitatis van de lofwaardige Broederschap van het Rozenkruis, geschreven aan alle geleerden en heersers van Europa; ook een kort antwoord gezonden door de heer Haslmayer, waarvoor hij door de jezuïeten gevangen werd genomen en op een galei in de boeien werd geslagen. Nu uitgegeven in druk en medegedeeld aan alle ware goeden van hart. Gedrukt in Kassel door Wilhelm Wessel, 1614.
In de tekst wordt verhaald dat Rosenkreuz gedurende lange tijd gereisd heeft en veel tijd in het oosten heeft doorgebracht. Hij leerde daar onder meer de magia en de kabbala. Hij ging vervolgens naar Spanje en trachtte aan de geleerden daar duidelijk te maken wat hij had geleerd. Die kennis werd niet aanvaard, maar Rosenkreuz bleef zich inzetten om zijn kennis door te geven en te trachten een gemeenschap te vormen die de heersers de noodzakelijke kennis bij zou brengen.
In Duitsland wist Rosenkreuz een kring van assistenten om zich heen te verzamelen. Dat was het begin van de broederschap. Ieder jaar dienden de leden van de broederschap samen te komen in een huis met de naam Sanctus Spiritus. Hun voornaamste taak was het verzorgen van zieken, maar om hun kennis te verspreiden reisden zij ook veel.
In de  Fama wordt vermeld, dat Rosenkreuz geboren zou zijn in 1378, dat hij 106 jaar oud zou zijn geworden en dat zijn grafkelder in 1604 zou zijn ontdekt. Het verhaal van de ontdekking van de grafkelder is een centraal thema in de manifesten. In de literatuur wordt het opgevat als een allegorie voor de ontdekking van een deels oude, maar ook nieuwe filosofie van vooruitgang van kennis en verlichting van religieuze en spirituele aard. Het bekendmaken en verspreiden van die filosofie zal een grote algemene hervorming tot stand brengen.

### De Confessio
Dit tweede manifest werd in 1615 in het Latijn gedrukt. Het is mogelijk dat dit zich richtte tot een hoger opgeleid publiek. De titel van het manifest is Confessio Fraternitatis R.C. Ad Eruditos Europae (Belijdenis van de Broederschap van het Rozenkruis aan de geleerden van Europa). Dat werd uitgegeven in één band met de Consideratio brevis (Korte beschouwing) geschreven door een zekere Philip à Gabella. De titel van de band is Een korte beschouwing van de zeer geheime filosofie geschreven door Philip à Gabella, student in de filosofie, nu voor de eerste keer samen uitgegeven met de belijdenis van de R.C. Broederschap. Gedrukt in Kassel door Wilhelm Wessel, drukker van de Meest Illustere Prins, 1615. De tekst van Consideratio brevis is gebaseerd op Monas Hieroglyphica van John Dee. Het bevat onder meer letterlijke citaten van de eerste dertien stellingen uit Monas Hieroglyphica.
In de Confessio worden de broederschap, de filosofie en de missie verder beschreven. Op de titelpagina staat een citaat uit Genesis, Zo geve u dan God van de dauw des hemels en van de vettigheid der aarde. Ook dit citaat staat op de titelpagina van de Monas Hieroglyphica. Veel sterker dan in de Fama is in de Confessio een element van chiliasme aanwezig. Er wordt opgemerkt dat de tyrannie van de paus in Duitsland dan wel gebroken is, maar dat de finale val van het pausdom uitgesteld was tot onze tijden, wanneer dat vernietigd zal worden door een nieuwe stem van een brullende leeuw.

### Chymische Hochzeit Christiani Rosencreutz

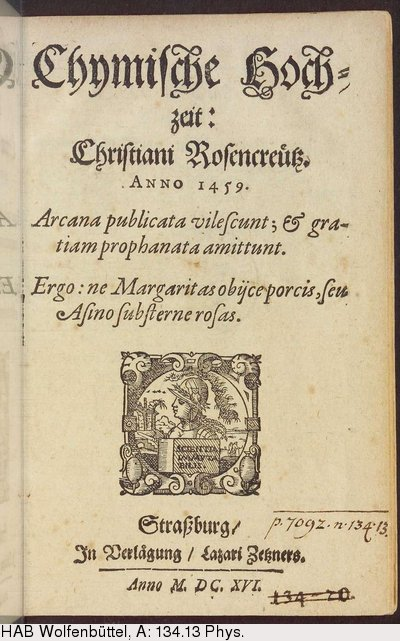
Eerste blad van de Chymische Hochzeit Christiani Rosencreutz, 1616

De alchemische bruiloft van Christiaan Rozenkruis werd in 1616 uitgegeven. Het thema van een alchemische bruiloft was al eerder gehanteerd in de literatuur. Het komt voor in het Rosarium Philosophorum (De Rozentuin van de filosofen) dat in 1550 verscheen als een tweede deel van een verzamelbundel, De Alchimia Opuscula complura veterum philosophorum (Alchemische beschrijvingen van enkele oude filosofen). In De alchemische bruiloft van Christiaan Rozenkruis wordt Rozenkruis op de leeftijd van eenentachtig jaar door een mooie jonge vrouw uitgenodigd een koninklijke bruiloft bij te wonen.
De vertelling is net als Genesis verdeeld in zeven dagen en beschrijft zijn reis naar en het verblijf in het kasteel, waar het huwelijk van Sponsus- Sponsa zal plaatsvinden. Die naamgeving verwijst naar de gelijkenis van de wijze en de dwaze meisjes.
In haar hand heeft de vrouw een groot aantal brieven die in alle talen van de wereld zijn opgesteld. In het kasteel doet hij een groot aantal ontdekkingen. Het betreft dan bijvoorbeeld de ontdekking van ondergrondse gedeelten met geheimzinnige inscripties en opnieuw een grafkelder. Er zijn veel zonderlinge dieren, mannen en vrouwen in zeer ongebruikelijke klederdracht, banketten, feesten en theatervoorstellingen. De genodigden ondergaan zowel gezamenlijk als individueel een aantal beproevingen en er is sprake van alchemistische handelingen, die tot merkwaardige transmutaties leiden.
Rozenkruis wordt opgenomen in de Orde van het Gulden Vlies. Hij dient echter ook de onthoofding van het bruidspaar bij te wonen. De genodigden varen naar een eiland waar de doodskisten worden opgebaard in een tempel. Na een alchemistische operatie worden de koning en koningin weer tot leven gewekt. Die handeling mag alleen aanschouwd worden door ingewijden. Daartoe worden de genodigden gewogen en slechts enkelen krijgen het voorrecht de transmutatie van het bruidspaar mee te maken. In de laatste alchemistische handeling worden ook zij gezuiverd en opgenomen in een Orde van de Gouden Steen. In de literatuur wordt het wel geïnterpreteerd als een spirituele allegorie die veranderingsprocessen symboliseert.

### De auteurs

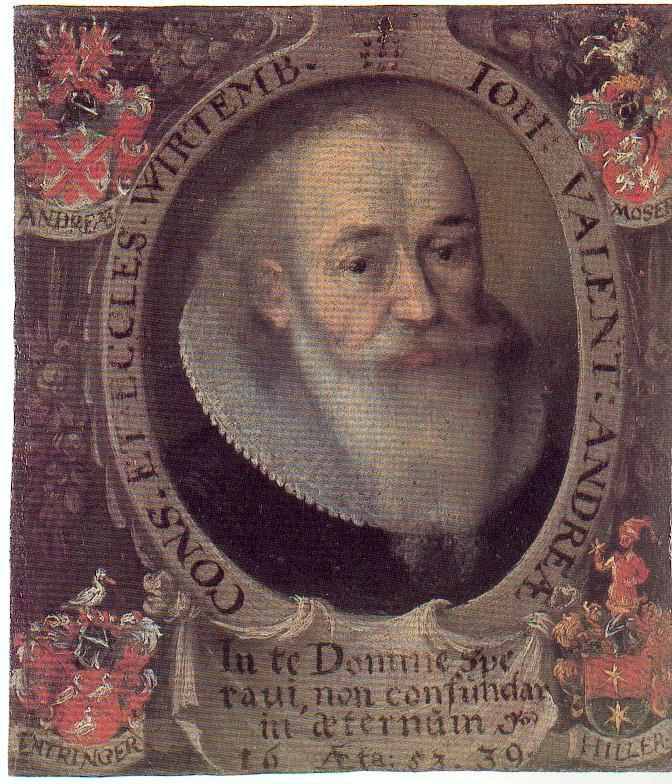
Johann Valentin Andreae

In zijn autobiografie meldde Johann Valentin Andreae (1586-1654) dat hij de auteur was van De alchemistische bruiloft van Christiaan Rozenkruis. Onder veel latere auteurs over het fenomeen van de rozenkruisers is daarover ook wel consensus. De auteurs van de eerste twee manifesten zijn onbekend. Er is echter ook wel consensus dat die in de omgeving van Andreae gezocht moeten worden. Tot 1614 studeerde Andreae theologie en natuurwetenschappen aan de universiteit van Tübingen. Hij maakte daar deel uit van een kring van vrijdenkers die het gedachtegoed van Paracelsus aanhingen. In de Fama wordt Paracelsus ook genoemd. In die kring was er frustratie over een verstarde reformatie en was men aanhanger van een vorm van algemene hervorming. Die kring wordt wel gezien als een voorloper van het piëtisme, dat minder dogmatisme en meer tolerantie ten opzichte van andere geloofsopvattingen predikte. Binnen die kring zouden de auteurs van de eerste twee geschriften gezocht moeten worden. Daarbij worden vaak de namen van Christopher Besoldus (1577–1638) en Tobias Hess (1568–1614) genoemd. Er zijn ook hypothesen dat de drie manifesten een gezamenlijke onderneming van deze drie waren. De historicus en expert op het gebied van de beweging van de rozenkruisers, Carlos Gilly, ziet met name Tobias Hess als de belangrijkste kracht achter het verschijnen van de manifesten.

## Effecten

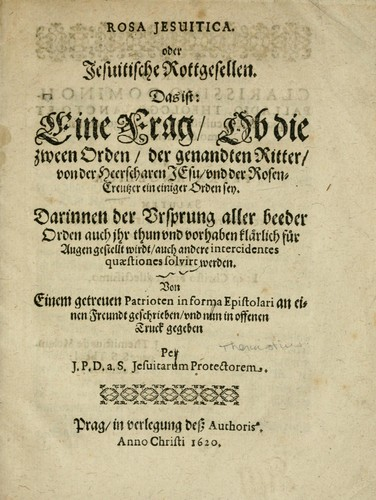
Rosa jesuitica. Titelblad van een in 1620 in Praag verschenen uitgave

De manifesten hadden grote gevolgen. Tot 1620 werd alleen de Fama al zeven keer herdrukt. Het fenomeen rozenkruisers verspreidde zich vanaf Duitsland naar Engeland, Frankrijk en Italië. Tussen 1614 en 1623 werden er ruim vierhonderd publicaties aan gewijd. Ook enkele geleerden namen de manifesten eerst serieus. René Descartes reisde naar Duitsland en ging op zoek naar rozenkruisers. Francis Bacon nam elementen van de manifesten op in zijn New Atlantis. The Fortunate Isles, een masque van de toneelschrijver Ben Jonson (1572-1637), is vrijwel geheel gewijd aan de rozenkruisers. Robert Fludd (1574-1637) was de grootste verdediger van de rozenkruisers. Al in 1616 verscheen zijn Apologia Compendiaria. In dat werk bestreed hij de opvattingen van Andreas Libavius, een van de eersten die de doctrines van de rozenkruisers op het gebied van de magie, de alchemie en kabbala had geprobeerd belachelijk te maken.
Michael Maier publiceerde in 1617 zijn Silentium Post Clamores (De Stilte na het Rumoer), waarin hij de oorsprong van de rozenkruisersbeweging beschreef als Egyptisch, ontleend aan het brahmanisme, de mysteriën van Eleusis en Samothrace, de Magi van Perzië, het Pythagorisme en de Arabieren.
Het verschijnen van de manifesten gaf ook aanleiding tot enkele complottheorieën. In 1619 verscheen in Brussel Rosa jesuitica, oder, Jesuitische Rottgesellen: das ist, eine Frag, ob die zween Orden der genannten Ritter von der Heerscheren Jesu und der Rosen-Creutzer ein einiger Orden sey. In het boek werd de stelling verdedigd dat de werkelijke kracht achter de manifesten de jezuïeten zelf waren. Op deze wijze zouden zij opnieuw katholiek gedachtegoed binnen het protestantisme proberen te brengen.
Niemand slaagde er echter in contact te leggen met de broederschap of een rozenkruiser te ontmoeten. Al in 1618 stelde Henricus Neuhusius in Pia et utilissima Admonitio de Fratribus Rosæ Crucis dat de rozenkruisers als gevolg van het uitbreken van de Dertigjarige Oorlog naar India waren gemigreerd. Deze stelling werd tot in de twintigste eeuw verdedigd door René Guénon. Later in de zeventiende eeuw lazen ook Leibniz en Newton de manifesten, maar waren van opvatting, dat deze geheel uit fictie en bedrog bestonden. In hun tijd was de aandacht over de manifesten al verschoven van de religieuze aspecten en de politieke hervorming naar de alchemie.

## Duiding en hypothesen

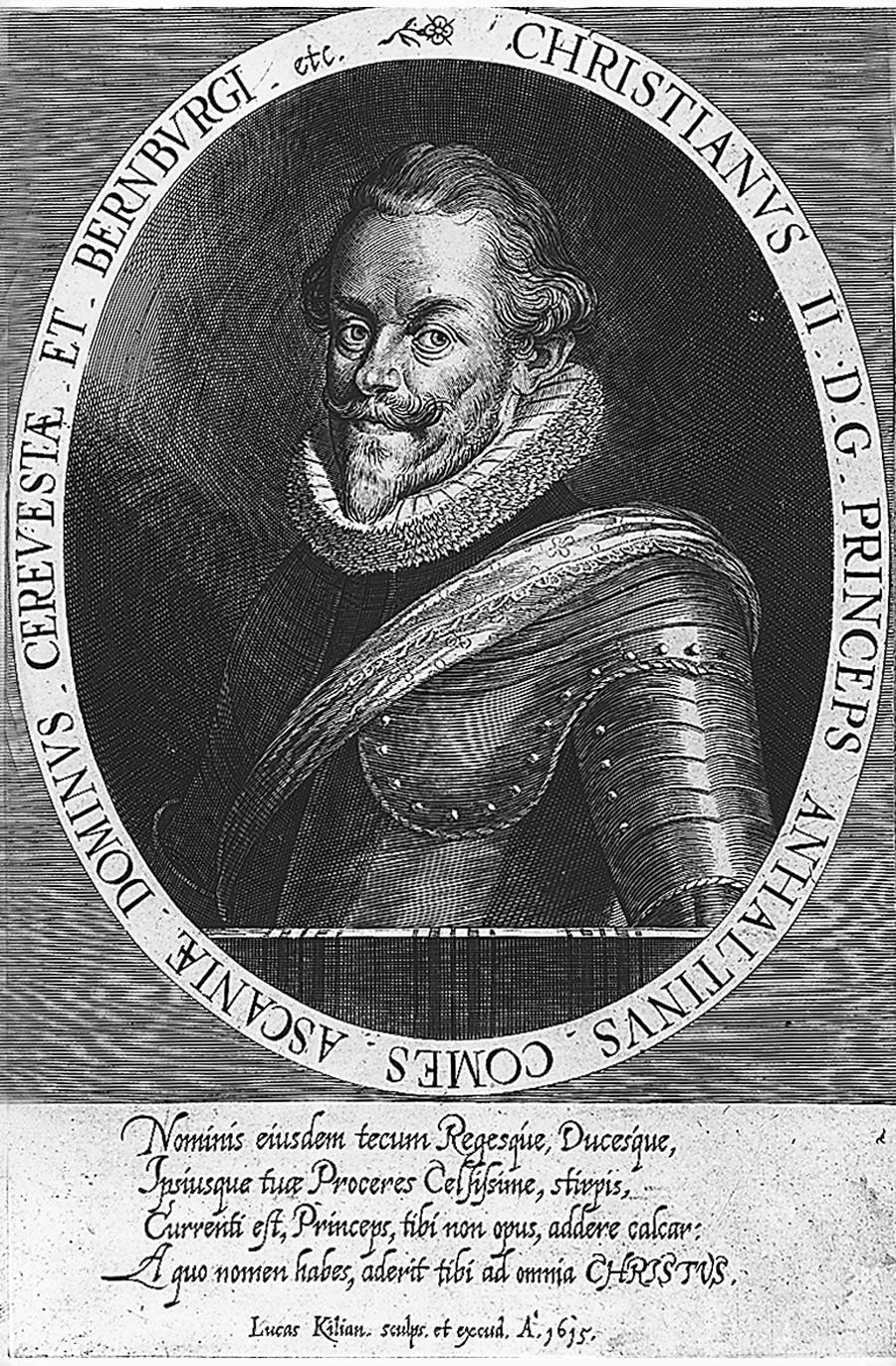
Christian von Anhalt-Bernburg

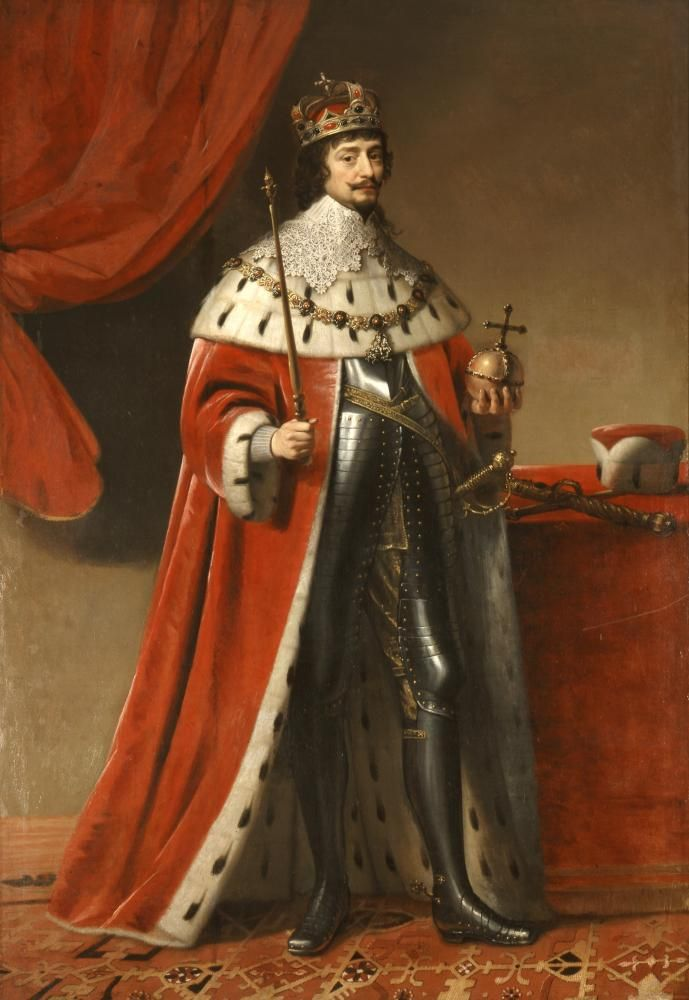
Frederik V van de Palts, geschilderd door Gerard van Honthorst

Veel auteurs uit de twintigste en eenentwintigste eeuw die over de beweging hebben gepubliceerd, zien de manifesten als een poging tot een antwoord op de toenmalige spanningen in dat deel van Europa. Het Heilige Roomse Rijk met zijn vele wereldlijke en kerkelijke gebieden, waarin na de Godsdienstvrede van Augsburg ieder gebied de godsdienst van de rijksvorst had te volgen, was sterk verdeeld. Ook de Lutherse gebieden hadden een verschillende politieke strategie. Er was sprake van een contrareformatie, waarin de jezuïeten een dominante rol speelden. De manifesten werden vlak voor de aanvang van de Dertigjarige Oorlog gepubliceerd, die met name voor Duitsland grote verwoestingen zou brengen. Een tweede element dat genoemd wordt, is de poging om verbeterde medische kennis in overeenstemming te brengen met religieuze zienswijzen. Veel auteurs hebben benadrukt dat de rozenkruisers niet principieel vijandig tegenover het katholicisme zouden staan. Hun manifesten keerden zich alleen tegen wat zij zagen als reactionaire krachten binnen dat katholicisme, zoals het pausdom, de jezuïeten en de Habsburgse monarchie.
Er zijn auteurs die opvattingen over de politieke achtergrond van de manifesten hebben gepubliceerd. Francis A. Yates heeft in haar werk The Rosicrucian Enlightenment de these ontwikkeld dat de manifesten een vorm van een protestants propaganda-initiatief tegen de katholieke reactionaire krachten waren, die geleid werden door de Habsburgse monarchie. De verbinding tussen dat aspect en de manifesten wordt in die these vooral belichaamd door Christian von Anhalt-Bernburg. Deze was vanaf 1595 de gouverneur van de Oberpfalz, en werd daarna de belangrijkste adviseur van Frederik IV van de Palts, de oprichter van de Protestantse Unie, de militaire alliantie van protestantse vorsten en rijkssteden binnen het Heilige Roomse Rijk. Na het overlijden van Frederik IV werd von Anhalt de adviseur van zijn zoon, Frederik V van de Palts. Het staat vast dat de eerste publicatie van de rozenkruisers in 1612, het antwoord van Adam Haslmayer, gedrukt werd in een drukkerij die eigendom was van von Anhalt.
In 1618 rebelleerde Bohemen tegen keizer Ferdinand II. Von Anhalt oefende grote druk uit op Frederik V om de troon van Bohemen te aanvaarden, die hem door de Staten van Bohemen was aangeboden. Hierdoor zou het protestantse gebied binnen het Habsburgse rijk verder uitgebreid worden. In de these van Yates belichamen de manifesten vooral de hoop op een nieuw tijdperk van tolerantie en de verdere ontwikkeling van wetenschappelijke ideeën, die ondersteund werden door gedachtegoed uit de hermetische kabbala, waarin aan Frederik V een leidinggevende rol was toebedacht. Deze politiek-strategische invalshoek, waarin de persoon Frederik V en de conflicten rondom hem centraal in de duiding staat, wordt door andere auteurs zoals Carlos Gilly gerelativeerd en betwist.
De troepen van Frederik V zouden in 1620 verslagen worden in de slag op de Witte Berg door die van de Katholieke Liga. Frederik V vluchtte en bracht de rest van zijn leven in ballingschap in Den Haag door.
Johann Valentin Andreae schreef na de De alchemische bruiloft van Christian Rosenkreuz nog een groot aantal werken. In die werken begon hij later afstand te nemen van de manifesten. Hij beschreef die als een ludibrium. Dat woord komt voor in opmerkingen in zijn latere werken als het ludibrium van de Fama of het ludibrium van de fictieve broederschap van de rozenkruisers. Er is enige discussie over de interpretatie van het woord ludibrium. Er zijn auteurs die het vertalen als een farce en ervan uitgaan dat Andreae hiermee onthult dat het allemaal een grap, een hoax was. Sommige auteurs gaan niet verder dan de opvatting, dat deze zinnen uitdrukkingen van scherts zijn. Er zijn ook auteurs die uitgaan van een betekenis van ludibrium als een toneelspel. Hierbij wordt verwezen naar de vele theatrale aspecten in de tekst van de manifesten. In die opvatting zijn die dan een allegorische voorstelling van een religieuze en filosofische beweging.

## Relatie met de vrijmetselarij

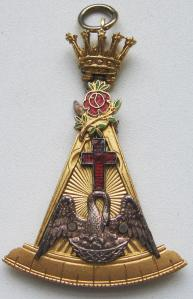
Juweel van de 18e graad - Ridder van het Rozenkruis, een graad gehanteerd in een vrijmetselaarsrite bij de Aloude en Aangenomen Schotse Ritus

In de achttiende eeuw werd het gedachtegoed van de rozenkruisers vooral geïdentificeerd met alchemie. Er was enige relatie met de vrijmetselarij. Dat blijkt uit inscripties in loges in Schotland en Engeland alsmede gedrukte pamfletten. Er is al een tekst van een pamflet uit 1676 bekend met een uitnodiging voor een diner, bestemd voor vijf Engelse ministers, samen met de oude broederschap van het rozenkruis, de hermetische adepten en het gezelschap van erkende vrijmetselaars. Het eerste historisch onderzoek naar de beweging van de rozenkruisers en de vrijmetselarij werd in Duitsland gedaan door Johann Gottlieb Buhle. Dat verscheen in 1804 als Über den Ursprung... der Orden der Rosenkreuzer und Freymann. In 1824 schreef Thomas de Quincey een daarop gebaseerd essay onder de titel Historico-Critical Inquiry into the origins of the Rosicrucians and the Freemasons. Ook de Quincey benoemde de beweging van de rozenkruisers als een grap, maar was er ook van overtuigd dat de vrijmetselarij een in Engeland aangepaste vorm van het idee van de rozenkruisers was.
Veel auteurs stellen dat de symboliek van de rozenkruisers een zekere aantrekkingskracht had op sommige groepen vrijmetselaars. Er ontstonden dan ook wel enige maçonnieke bewegingen van rozenkruisers in de achttiende en negentiende eeuw, zoals de Societas Rosicrucian in Engeland en de Orden des Gold- und Rosenkreutz in Duitsland. Tot deze bewegingen konden alleen volledig ingewijde vrijmetselaars toetreden. In sommige van dit soort bewegingen werd een deel van de terminologie uit de manifesten gehanteerd. De meeste auteurs verwerpen echter het idee van een ontstaan van de ene beweging uit de andere. Zij stellen dat de belangrijkste overeenkomsten het streven naar een verbeterde wereld en het gebruik van allegorieën en symbolen zijn. Er is echter geen gemeenschappelijke oorsprong van die symbolen. Er zijn geen aanwijzingen voor een gemeenschappelijke bron van beide bewegingen.

## Vanaf midden negentiende eeuw
In de tweede helft van de negentiende eeuw is bij sommige groepen in de westerse samenleving een hernieuwde interesse in de beweging van de rozenkruisers te zien. Die valt samen met de opleving van de belangstelling voor occultisme meer in het algemeen bij groepen uit de gegoede middenklasse in met name de Angelsaksische wereld. De oprichting van de Hermetic Order of the Golden Dawn in 1887 en de nog steeds bestaande Ancient and Mystical Order Rosae Crucis zijn daarvan voorbeelden. In Frankrijk werd in 1888 door Stanislas de Guaita de Ordre Kabbalistique de la Rose+Croix opgericht.
Zowel Helena Blavatsky, grondlegster van de theosofische beweging, als Rudolf Steiner, grondlegger van de antroposofische beweging, citeerden in hun werken uitvoerig uit de manifesten van de rozenkruisers. De geschriften van Steiner vormden weer de inspiratie voor Max Heindel voor de stichting van de Rosicrucian Fellowship. In Nederland leidde dat tot de oprichting van het Lectorium Rosicrucianum.